# سكوت كاميل
سكوت كاميل (بالإنجليزية: Scott Camil)‏ هو عسكري أمريكي، ولد في 19 مايو 1946 في بروكلين في الولايات المتحدة.